# سواتا ماری
سواتا ماری (به چکی: Svatá Maří) یک منطقهٔ مسکونی در جمهوری چک است که در ناحیه پراخاتیتسه واقع شده‌است. سواتا ماری ۱۲٫۷۱ کیلومتر مربع مساحت و ۵۴۷ نفر جمعیت دارد و ۷۶۵ متر بالاتر از سطح دریا واقع شده‌است.